# 麥氏副唇魚
麥氏副唇魚，為輻鰭魚綱鱸形目隆頭魚亞目隆頭魚科的其中一種，分布於印度西太平洋區，從紅海至斐濟海域，棲息深度6-50公尺，體長可達8公分，棲息在碎石底質的外海礁坡，成小群活動，生活習性不明，可作為觀賞魚。

## 擴展閱讀
維基物種上的相關：麥氏副唇魚